# Adippe pardalina
Adippe pardalina är en insektsart som beskrevs av Fowler. Adippe pardalina ingår i släktet Adippe och familjen hornstritar. Inga underarter finns listade i Catalogue of Life.